# Хагберг, Ёран
Ульф Ёран Хагберг (швед. Ulf Göran Hagberg; 8 ноября 1947, Бьюв, Мальмёхус — 2 апреля 2024, Альвеста, Крунуберг) — бывший шведский футболист, вратарь известный по выступлениям за клубы «Эстер» и сборную Швеции. Участник чемпионатов мира 1974 и 1978 годов.

## Клубная карьера
Хагберг начал карьеру в клубе «Ландскруна». В 1966 году он дебютировал за основной состав. В 1969 году Ёран перешёл в «Эстер». В 1977 году он помог клубу завоевать Кубок Швеции, а спустя год выиграть чемпионат. В 1980 году Хагберг принял приглашение клуба «Алвест», где был играющим тренером. В 1982 году Ёран ненадолго вернулся в профессиональный спорт, сыграв 10 матчей за АИК. После этого он выступал за малоизвестные команды «Юнгбю» и «Карлскруна». В 1984 году Хагберг принял решение завершить профессиональную карьеру.

## Международная карьера
11 июля 1973 года в товарищеском матче против сборной Исландии Хагберг дебютировал за сборную Швеции. В 1974 году игрок попал в заявку на участие в чемпионате мира в Германии. На турнире он был запасным и на поле не вышел. В 1978 году Ёран во второй раз принял участие в чемпионате мира в Аргентине. На турнире он снова остался в запасе и не вышел на поле.

## Смерть
2 апреля 2024 года Хагберг скончался в возрасте 76 лет.

## Достижения
Клубные
 «Эстер»
- Победитель Алсвенскан лиге (1): 1978
- Обладатель Кубка Швеции (1): 1977